# Мар'ївське (заповідне урочище)
Ма́р'ївське — заповідне урочище місцевого значення в Україні. Розташоване на території Баштанського району Миколаївської області, у межах Мар'ївської сільської ради.
Площа — 388 га. Статус надано згідно з рішенням Миколаївської обласної ради № 448 від 23.10.1984 року задля збереження ділянок зростання рослин, що зникають.
Заказник перебуває на південь від села Мар'ївка на лівому березі річки Інгул.
Територія заповідного об'єкта слугує для збереження та охорони посадки дуба звичайного, кленів гостролистого і польового.